# Potrerillos (Panama)
Potrerillos è un comune (corregimiento) della Repubblica di Panama situato nel distretto di Dolega, provincia di Chiriquí. Si estende su una superficie di 55,4 km² e conta una popolazione di 1.562 abitanti (censimento 2010).